# Минуция лунная
Минуция лунная, или ленточница коричневая (лат. Minucia lunaris) — вид бабочек из семейства эребиды (лат. Erebidae). Встречается в Центральной и Южной Европе, Северной Африке,
Малой Азии. В России область распространения доходит до Урала на востоке и до Москвы, Казани и Уфы - на севере. Вид занесён в Красные книги Московской и Рязанской областей.

## Описание

### Имаго

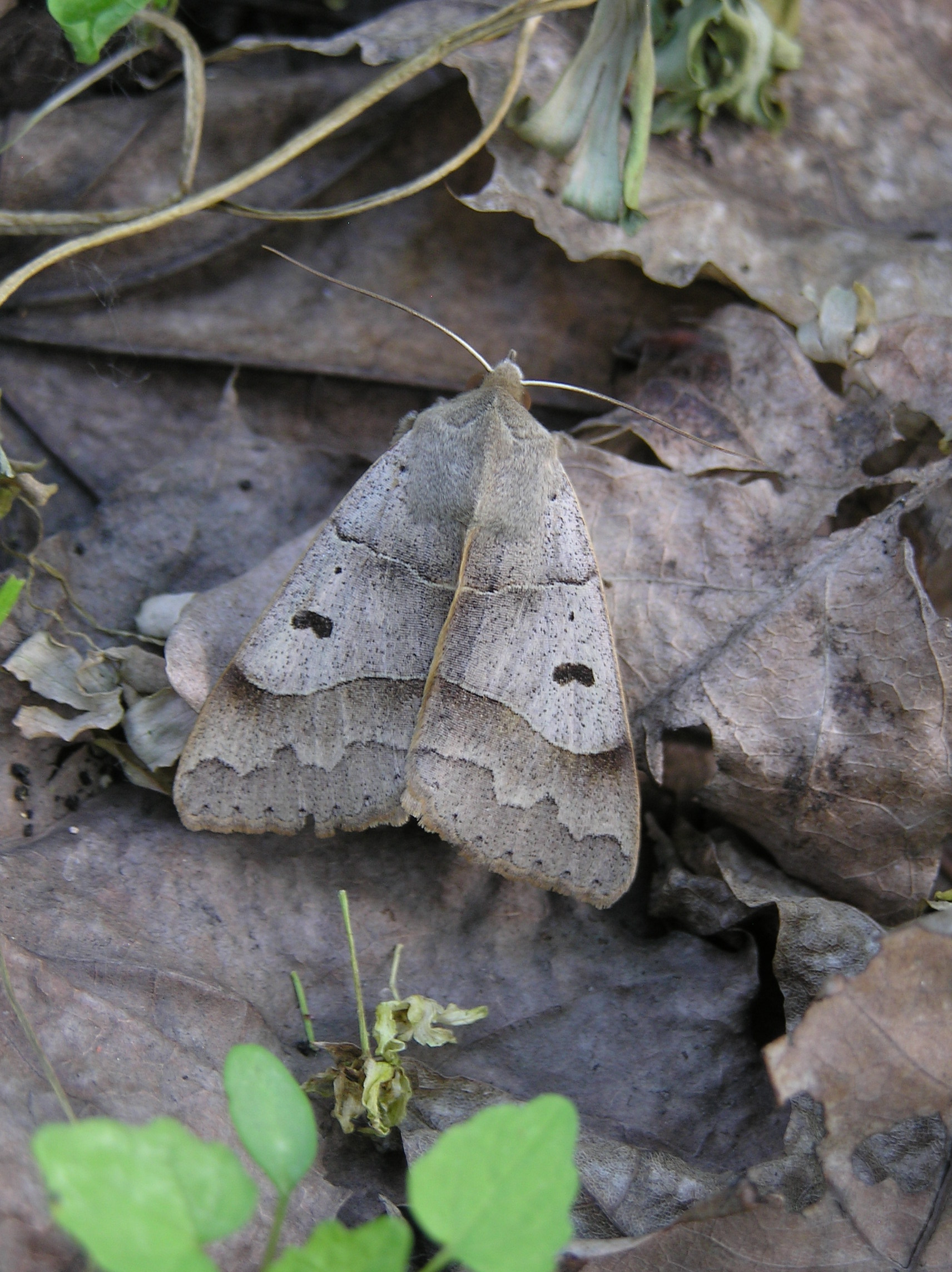

Размах крыльев от 52 до 60 миллиметров, причём самки крупнее самцов. Цвет передних крыльев может быть от серого до светло-коричневого и коричневого. У самок передние крылья темнее. Линии  на крыльях желтоватые; внутренняя почти прямая, внешняя извилистая. Почковидное пятно тёмно-коричневое или почти чёрное.
Задние крылья имеют тонкую жёлтую или тёмно-коричневую линию с ещё более тёмной полосой посередине крыла. 

### Яйцо, гусеница и куколка
Яйцо сильно уплощено внизу, сначала оно окрашено в светло-зелёный цвет с пёстрой белой полосой. Цвет меняется на тёмно-красный незадолго до появления гусеницы. Гусеницы изначально зелёные с белыми крапинками и с красноватыми боковыми полосами. Более поздние стадии коричневато-серые, с коричневатой головой, но с желтоватыми и более тёмными удлинёнными отметинами. На четвёртом сегменте имеются два оранжевых боковых выступа; на предпоследнем сегменте — два  небольших рогообразных светло-коричневых выроста.
Перед окукливанием гусеницы имеют длину от 60 до 70 мм. Куколка от тёмно-красновато-коричневого до черновато-коричневого цвета. На конце две длинные и четыре более короткие изогнутые щетинки.

## Биология
Взрослые особи летают с мая по июнь. Гусеницы питаются ночью на молодых побегах дуба с июля по август. Зимует куколка в жёстком коконе из грубого шёлка, опавших листьев и почвы.